# Leptomenoides nitidissimus
Leptomenoides nitidissimus är en stekelart som beskrevs av Giordani Soika och Kojima 1988. Leptomenoides nitidissimus ingår i släktet Leptomenoides och familjen Eumenidae. Inga underarter finns listade i Catalogue of Life.